# Edsbyn
Edsbyn är en tätort i södra Hälsingland samt centralort i Ovanåkers kommun, Gävleborgs län.

## Befolkningsutveckling
| Befolkningsutvecklingen i Edsbyn 1950–2020 | Befolkningsutvecklingen i Edsbyn 1950–2020 | Befolkningsutvecklingen i Edsbyn 1950–2020 | Befolkningsutvecklingen i Edsbyn 1950–2020 | Befolkningsutvecklingen i Edsbyn 1950–2020 |
| ------------------------------------------ | ------------------------------------------ | ------------------------------------------ | ------------------------------------------ | ------------------------------------------ |
|                                            |                                            |                                            |                                            |                                            |
| År                                         |                                            |                                            | Folkmängd                                  | Areal (ha)                                 |
| 1950                                       | 1950                                       |                                            | 3 323                                      |                                            |
| 1960                                       | 1960                                       |                                            | 3 299                                      |                                            |
| 1965                                       | 1965                                       |                                            | 3 691                                      |                                            |
| 1970                                       | 1970                                       |                                            | 4 068                                      |                                            |
| 1975                                       | 1975                                       |                                            | 4 388                                      |                                            |
| 1980                                       | 1980                                       |                                            | 4 598                                      |                                            |
| 1990                                       | 1990                                       |                                            | 4 511                                      | 450                                        |
| 1995                                       | 1995                                       |                                            | 4 502                                      | 452                                        |
| 2000                                       | 2000                                       |                                            | 4 189                                      | 452                                        |
| 2005                                       | 2005                                       |                                            | 4 060                                      | 452                                        |
| 2010                                       | 2010                                       |                                            | 3 985                                      | 453                                        |
| 2015                                       | 2015                                       |                                            | 4 179                                      | 528                                        |
| 2020                                       | 2020                                       |                                            | 4 321                                      | 526                                        |
| Anm.: sammanvuxen med Ullungsfors 2015     |                                            |                                            |                                            |                                            |

## Samhället
I centrum är det vånings- och hyreshus som dominerar och de omges av villaområden vid namn Barnängen, Lillbo, Gårdtjärn och Borgen, Borgen ligger på Ullungsberget med utsikt ned mot centrum, och Roteberg som ligger strax utanför tätorten. Alfta-Edsbyn Fastighets AB är värd för de flesta hyreshus i centrum. I Edsbyn finns såväl hyresrätter som bostadsrätter.
Det finns tre skolor i Edsbyns tätort: Celsiusskolan F–6 med fritidshem, Celsiusskolan 7–9 och Lillboskolan F–6 med fritidshem. Inom Edsbyns grundskoleområde finns även Rotebergs skola F–6 och Knåda skola F–6, båda med fritidshem. Det finns åtta kommunala förskolor och två förskolor som drivs i enskild regi i Edsbyn-området. På orten finns också Woxnadalens gymnasium.
I Edsbyn finns vårdcentral med apotek, tandvårdsklinik, banker och bankomat i centrum, efter Långgatan finns butiker, restauranger, pubar och Systembolaget. Vidare finns goda bussförbindelser till Bollnäs, Söderhamn, Rättvik och Falun, och flygplats för mindre flygplan. Järnvägen som förbinder stambanan i Bollnäs med inlandsbanan i Orsa går genom Edsbyn. Banan är utan trafik i dagsläget. Hotell finns intill järnvägsstationen, vandrarhem vid Ovanåkers kyrka, därtill stuguthyrning. Barnbadplats finns i Öjebäcken och skidbacke på Gårdstjärnsberget.
Mitt i centrum finns Öjeparken längs Öjebäcken med Stora scenen där det anordnas olika evenemang på somrarna.

## Natur
Genom tätorten rinner älven Voxnan med Österforsen. Älven har sitt källflöde i Härjedalen, rinner upp sydost om Sveg vid Siksjön, har 10 mil naturskyddad outbyggd älvsträcka ovanför Vallhaga vattenkraftverk uppströms Edsbyn och vid trakten av Lobonäs ligger naturreservatet Hylströmmen i Voxnan, södra Norrlands största obundna natursköna fors med 23 m fallhöjd på ca 300 m längd. Voxnans dalgång nedströms Edsbyn (den "sjungande dalen" enligt författaren Hans Lidman, Edsbyn) är känt för sitt rika fågelliv I Sässmanområdet. I  "Svanvaken" i sjön Sässman rastar på våren samlat många sångsvanar på väg norrut.
För dem som är intresserade av jakt eller fiske finns flera jaktmarker och fiskevatten i omgivande landskap.
På vintern är de många skoterlederna välanvända. Ett vanligt mål för snöskoterutflykt är Räkaklitt, Ovanåkers kommuns högsta berg.
Vid Öjungsvägen norrut finns Grytabergs ekopark 2 700 hektar stort ca. 2,5 mil från Edsbyn och Våsbo fäbodar ca 1 mil från Edsbyn, som 2008-06-09 fick status som kulturreservat.
Det finns flera naturnära ordnade aktiviteter för naturintresserade såsom bäversafari, björngömsleskådning, guldgrävarskola och kanotpaddling för att nämna några.
I Edsbyn finns gott om promenadvägar och en Hälsans Stig finns uppskyltad.
En av de historiskt minnesvärda gamla pilgrimslederna till Sankt Olovs grav i Trondheim gick genom dalen och var också använd huvudled för jämtarnas marknadsforor på väg söderut ner efter leden Hälsingeskogen, de rastade och deltog då på den sentida riksbekanta Knåda marknad den 20 januari.

## Kollektivtrafik
Edsbyn ligger längs med järnvägen Bollnäs-Orsa men någon trafik förekommer inte sedan länge; persontrafiken lades ned 1971 och någon godstrafik har inte förekommit sedan 2004. Trafikverket beslutade 2005 att underhållet av järnvägen ska upphöra och rälsen är uppbruten eller överasfalterad på flera ställen, d.v.s. järnvägen är inte farbar. Närmsta ort med reguljär järnvägstrafik är Bollnäs.
Edsbyn trafikeras av flera busslinjer från X-trafik, huvudsakligen linje 100 som går till Söderhamn via Bollnäs minst en gång i timmen under större delen av dygnet. Det finns även lokala busslinjer med X-trafik som går till bl.a. Voxnabruk och Viksjöfors samt en tur mellan Edsbyn och Hudiksvall med linje 172 varje vardag. Dalatrafik har två linjer till Edsbyn, dels linje 39 till Falun och dels linje 345 som går till Orsa. Dalatrafiks turer till/från Edsbyn går dock bara två gånger i veckan (en tur på fredag respektive söndag). Bussbolaget Härjedalingen har en linje mellan Edsbyn och Stockholm som går fredagar och söndagar.
Det finns inget taxiföretag som är fast stationerat vare sig i Edsbyn eller i övrigt inom Ovanåkers kommun. Närmaste ort med taxiservice är Bollnäs.  

## Näringsliv
I Edsbyn med omnejd finns flera företag, till exempel Edsbyns Kontorsmöbler, Svenska Fönster, SP, Dala-Helsinge Skog AB med Östanå Ångsåg AB (Edsbyns äldsta kvarvarande företag grundat 1895), Industricentret Träförädlingen med ett antal företag, (bland annat Edsbyns Plywood, AT-Träkomponent och Helsinge pellets)  Kraftbolaget Edsbyns Elverk, Lindbergs Klädgrossist, Bahco, Edsby Persienner AB, Kringelgruvan, Drivex Mekaniska, Mellanskog, Hedins AB, Metallprodukter AB och olika sågverk, snickerier, byggfirmor och mekaniska verkstäder. Edsbyns första industri var en smedja som fanns belägen i Ullungsfors-Urafors Yxfabrik.
Tidigare fanns här  Edsbyverkens skidtillverkningsindustri.

### Handel
Längs med Långgatan i centrala Edsbyn finns ett sammanhängande stråk av affärer, restauranger och annan service. Enligt SCB:s avgränsning av handelsområden för år 2015 fanns där ett område med koden H2121001 med 10 arbetsställen för detaljhandel och runt 100 anställda. Där ligger bland annat Coop och Ica Supermarket.
Edsbyn hade tidigare en lokal konsumentförening, Edsbyns konsumtionsförening, bildad i januari 1906. År 1966 uppgick den i Konsum Alfa.

### Bankväsende
Bankaktiebolaget Stockholm-Öfre Norrland öppnade ett kontor i Edsbyn den 12 juni 1899. Den 1 mars 1906 öppnade Bollnäs folkbank ett kommissionskontor i Edsbyn. Den 1 juli 1907 öppnade även Helsinglands enskilda bank ett kommissionskontor. År 1922 övertogs Bollnäs folkbank av Sundsvalls enskilda bank. Då hade Norrlandsbanken uppgått i Svenska Handelsbanken och Helsingebanken uppgått i Mälareprovinsernas bank, som i sin tur också uppgick i Svenska Handelsbanken. Edsbyn hade även ett sparbankskontor tillhörande Gävleborgs läns sparbank.
Runt 2012 lade Nordea ner i Edsbyn. Den 15 februari 2019 stängde även Swedbank. Därefter fanns Handelsbanken kvar.

## Kultur

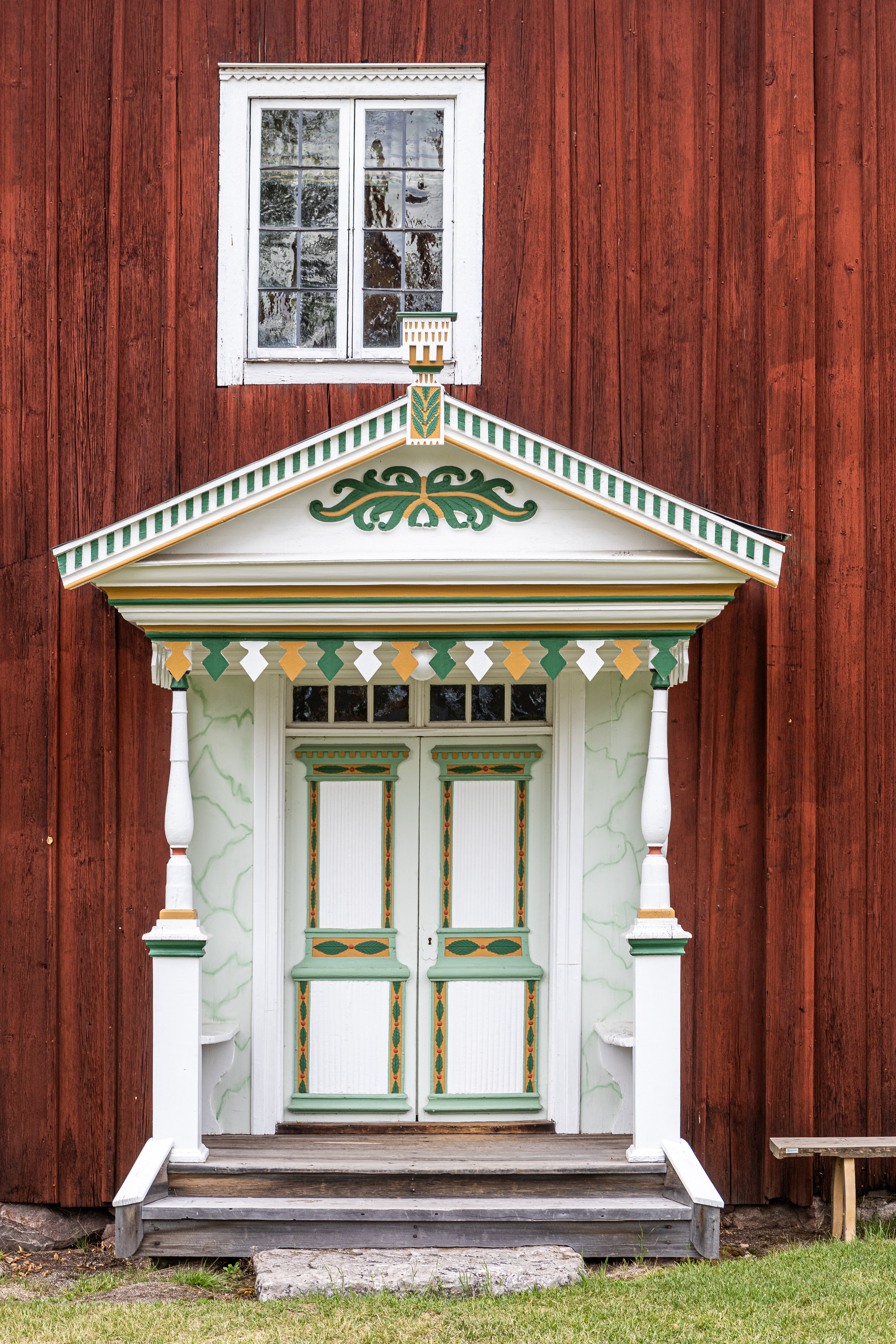
Utsirad brokvist på Mårtesgårdens huvudbyggnad.

Hembygdsgården Mårtes vid Öjeparken är en ihopflyttad Hälsingegård bestående av 28 byggnader där evenemang hålls om somrarna så som Återvändarveckan med småstjärnor, Playwoodfestivalen, bilutställning med cruising och Persmässan med Volasdan där man visar sysslor från förr på en hälsingegård. Bibliotek och Edsbyns museum finns vid infarten från Långgatan till Celsiusskolan. Närradiostation på 99,4. Woxmusik ordnar varje sommar rockfestival. Det finns flera musikgrupper i Edsbyn.
Det finns ett museum över den amerikanska sångaren Jim Reeves i Voxna.

## Idrott
Sportklubben Edsbyns IF, som tidigare utomhus spelade sina bandymatcher på Öns IP, använder sedan den 22 september 2003 evenemangshallarenan "Svenska Fönster Arena", även känd som "bandykyrkan". Bandyhallen är belägen på samma plats som den tidigare bandyplanen. Edsbyns IF vann fem SM-guld i rad efter bygget av hallarenan. Den var Sveriges första bandyplan inomhus.
På Idrottsparken finns bland annat bowling och gym. I Celsiushallen i centrum finns simhall med 25 meters bassäng och baskethall. Edsbyns Ryttarförening har ridhus 20x60 m stort. Slalombacke med lift finns i Edsbybacken på Gårdtjärnsberget.  Bågskytteklubben i Edsbyn har arrangerat flera SM-tävlingar.

## Personer från Edsbyn
Den svenske konstnären, autodidakten och naivisten Lim-Johan bodde i byn Kyan strax utanför Edsbyn. På Edsbyns Museum under biblioteket vid Celsiusskolan finns bland annat samlingar av verk av Lim-Johan och om författaren och fotografen Hans Lidman, som skrev ca 60 böcker om bl.a. hembygd, fiske och natur..
Andra kända personer från orten är programledaren Orvar Säfström, musikern Robert Eriksson och Olle Andersson, operaregissören Göran Järvefelt, riksdagsmannen Olof Johansson (kallad Johansson i Edsbyn), konstnärerna Emil Clahr, Per Engström och dennes son Per Ragnar Engström, tecknaren Sven Rydén och Arvid Olson, kallad den svenska reklamfilmens fader, sparbankseken är hans verk. Den unge författaren och konstnären Per Stenborg föddes och växte upp i Edsbyn. Birgitta Johansson, född 1958, från Edsbyn är svensk mästare i skratt.
Magnus Celsius, Anders Celsius farfar, föddes i Ovanåkers prästgård. Spelmanssläkten Öst kommer från Edsbyn. Skå-Gustav Jonsson föddes i Runemo utanför Alfta. Tecknaren av Staffans stollar, Staffan Lindén, föddes i Edsbyn. Markus Persson, skaparen av datorspelet Minecraft bodde i Roteberg tills han fyllde 8 år, sen flyttade familjen tillbaka till Stockholm. Journalisten och författaren Elin Unnes växte upp i Edsbyn.